# Cilostazol
El cilostazol és un fàrmac derivat de la quinolinona usat en la mitigació de la claudicació intermitent en individus amb malaltia vascular perifèrica. És fabricat per Otsuka Pharmaceutical Co sota el nom comercial de Pletal. A Espanya està comercialitzat com EFG i Ekistol.
El cilostazol és un inhibidor de la fosfodiesterasa amb enfocament terapèutic sobre AMPc. Inhibeix l'agregació de plaquetes (disminueix la coagulació de les plaquetes) i és un vasodilatador arterial directe (dilata les artèries que subministren sang a les cames).
L'eficàcia clínica de cilostazol és modesta. Els seus beneficis només superen els potencials riscos en un limitat subgrup de pacients; així s'haurien d'avaluar els beneficis als tres mesos i suspendre'l si no s'observa un benefici clínicament rellevant.
No s'ha d'utilitzar en pacients amb angina inestable o que hagin tingut infart de miocardi o intervenció coronària en els últims sis mesos. Tampoc s'haurà d'emprar en aquells que presentin antecedents de taquiarrítmia severa ni en els que utilitzin dos o més antiagregants plaquetaris o anticoagulants.